# Râul Podul Turcului
Râul Podul Turcului sau Râul Draga este un curs de apă, afluent al râului Siret. 